# 90 î.Hr.

## Nașteri
- dată necunoscută: Diodorus Siculus  (d. 30 î.Hr.)
- dată necunoscută: Marcus Aemilius Lepidus  (d. 13 î.Hr.)

## Decese
- dată necunoscută: Dionysius Thrax  (n. 170 î.Hr.)